# کلج
کلج روستایی از توابع بخش طارم سفلی شهرستان قزوین در استان قزوین ایران واقع است.

## جغرافیا
روستای کلج در شمال غربی استان قزوین و در نزدیکی استان‌های زنجان و گیلان قرار دارد.

## جمعیت
این روستا در دهستان خندان قرار دارد و براساس سرشماری مرکز آمار ایران در سال ۱۳۹۵، جمعیت آن ۱٬۶۲۴ نفر (۵۷۲ خانوار) بوده است. طبق آمار محلی جمعیت دائمی روستای کلج ۲٬۳۰۰ و جمعیت فصلی آن ۳٬۰۰۰ نفر است.

### زبان
زبان مردم این روستا ترکی آذربایجانی با لهجه خاص طارم است.

## جاهای دیدنی
خانه بزرگ معتمدی که ترکیبی است از صخره‌های طبیعی و مصالح دستی با قدمت بیش از ۳۰۰ سال با آینه کاری و منبت کاری و نقاشی‌های قدیمی، گنبدخانه‌های تاریخی روستا که متعلق به دوران اسلامی است، چاه نخجیر چهارطاقی‌های داخل روستا، قلعه تاریخی امرا، قلعه تاریخی کوز و قبرستان تاریخی کلج از مکان‌های تاریخی روستای کلج محسوب می‌شوند.
باغات وسیع زیتون و منطقه دربند کلج نیز از جاذبه‌های طبیعی روستا به حساب می‌آیند. قلعه تاریخی سمیران (کنگر، قیز قلعه‌سی) که مرکز سلسله کنگریان (سالاریان) بوده نیز در شمال روستای کلج قرار دارد.

## دین
مسجد جامع کلج، مسجد سیدالشهدا و مسجد حضرت ابوالفضل در این روستا فعالیت می‌کنند.

## محصولات
روستای کلج از بزرگ‌ترین تولیدکنندگان زیتون در ایران محسوب می‌شود.